# Тіні зникають опівдні (телесеріал)
«Тіні зникають опівдні» (рос. «Тени исчезают в полдень») — радянський багатосерійний фільм (телесеріал-сага) за однойменним романом Анатолія Іванова, знятий на кіностудії «Мосфільм» в 1970—1971 роках режисерами Валерієм Усковим і Володимиром Краснопольським. Прем'єра  відбулася 14 лютого 1972 року, через 2 роки фільм було показано в кінотеатрах.

## Сюжет
На прикладі долі мешканців невеликого сибірського села Зелений Дол показано історію царської Росії і РРФСР упродовж кількох десятиліть XX століття: останні роки царської Росії, громадянська війна, колективізація, німецько-радянська війна, повоєнне будівництво.
Спадкоємці багатих сибірських сімей Костянтин Жуков і Серафима Кличкова після поразки у громадянській війні білих армій і лісових напівповстанських-напівбандитських загонів змінюють місце проживання й оселяються з паспортами вбитих переселенців у віддаленому селі. Вони хочуть перебути важкі часи та дочекатися падіння радянської влади.

## У ролях
- Петро Вельямінов — Большаков Захар Захарович
- Ніна Русланова — Воронова Марія
- Сергій Яковлєв — Жуков Костянтин, він же Морозов Устин Акімич
- Олександра Зав'ялова — Кличкова Серафима Аркадіївна, вона ж Морозова Пістімея Макарівна
- Борис Новиков — Тарас «Купи-продай», він же Юргін Ілля
- Валерій Гатаєв — Курганов Фрол Петрович
- Елеонора Шашкова — Стеха, Степанида Міхеївна, дружина Фрола
- Лев Поляков — Шатров Онисим Семенович
- Галина Польських — Клавдія Морозова
- Геннадій Корольков — Морозов Федір Устинович
- Ольга Науменко — Морозова Варя
- Анатолій Шаляпін — Митька Курганов
- Євген Шутов — Антип
- Іван Рижов — Андрон
- Анатолій Соловйов — Колесников Филимон
- Людмила Давидова — Меньшикова Наталія Пилипівна
- Юрій Орлов — Лукін Андрій
- Валерій Малишев — Єгор
- Валентина Владимирова — Марфа
- Роман Філіппов — Меньшиков Демид
- Сергій Полежаєв — Меньшиков Філіп
- Галина Логінова — Ольга Воронова
- Валентина Ананьїна — Миронівна
- Олександра Данилова — Данилівна
- Алевтина Рум'янцева — Мотря